# マーヴィン・コンパー
マーヴィン・コンパー（Marvin Compper, 1985年6月14日 - ）は、ドイツ連邦共和国バーデン＝ヴュルテンベルク州テュービンゲン出身のサッカー選手。現役時代のポジションはDF（CB,LSB）。元ドイツ代表。
父親はフランス・グアドループ出身。趣味は映画鑑賞。

## 経歴
2002年まではVfBシュトゥットガルトのユースチームに在籍していた。2003年にボルシア・メンヒェングラートバッハのユースチームに移り、2005年にプロデビューする。マルセル・ヤンセンらの怪我により、2006年秋頃からレギュラーとして出場するようになった。一転して2007-08シーズンは出場機会が限られたため、2008年1月に1899ホッフェンハイムに移籍した。2008-09シーズンは30試合に出場して1得点した。2008-09シーズンはセンターバックの不動のレギュラーとして30試合に出場し、4-5の乱戦となったヴェルダー・ブレーメン戦でブンデスリーガ（1部）初得点を決めた。2009-10シーズンはDFヨシプ・シムニッチとコンビを組み、ディフェンダー陣最多の32試合に出場した。
2013年1月、セリエAのACFフィオレンティーナへ完全移籍した。
2014年8月、RBライプツィヒへ2017年6月までの3年契約で完全移籍した。
2019年7月、MSVデュースブルクへ完全移籍した

## 代表歴
2008年11月にドイツ代表に初招集され、19日のイングランド戦で代表デビューした。

## タイトル
セルティックFC
- スコティッシュ・プレミアシップ 2017-18
- スコティッシュ・カップ 2017-18